# SønderjyskE Fodbold
Sønderjyske Fodbold – duński klub piłkarski z siedzibą w Haderslev.

## Sukcesy
- Puchar Danii
  - zdobywca (1): 2019/2020
- Superligaen
  - wicemistrzostwo (1): 2015/2016
- I dywizja
  - mistrzostwo (2): 2004/2005, 2023/2024
  - wicemistrzostwo (1): 2007/2008

## Nazwy klubu
- Haderslev FK (14 lipca 1906 – 31 grudnia 2000)
- HFK Sønderjylland (1 stycznia 2001 – 31 grudnia 2003)
- Sønderjysk Elitesport (1 stycznia 2004 – 14 października 2022)
- Sønderjyske Fodbold (od 15 października 2022[1])

## Europejskie puchary
Legenda do wszystkich tabel:
- Q – runda eliminacyjna, 1/16, 1/8, 1/4, 1/2 – odpowiednia faza rozgrywek, Grupa – runda grupowa, 1r gr – pierwsza runda grupowa, 2r gr – druga runda grupowa, F – finał, R – runda, PO – play-off
- k. – rzuty karne, los. – losowanie, Dogr. – dogrywka, w. – zasada bramek strzelonych na wyjeździe

| Sezon   | Rozgrywki   | Runda | Przeciwnik      | Dom     | Wyjazd  | Ogólnie    |
| ------- | ----------- | ----- | --------------- | ------- | ------- | ---------- |
| 2016/17 | Liga Europy | 2Q    | Strømsgodset    | 2–1     | 2–2     | 4–3, Dogr. |
| 2016/17 | Liga Europy | 3Q    | Zagłębie Lubin  | 1–1     | 2–1     | 3–2        |
| 2016/17 | Liga Europy | PO    | Sparta Praga    | 0–0     | 2–3     | 2–3        |
| 2020/21 | Liga Europy | 3Q    | Viktoria Pilzno | 0–3 (W) | 0–3 (W) | 0–3 (W)    |

## Skład na sezon 2024/2025
Stan na 10 września 2024
| Nr | Poz. | Piłkarz                                    |
| -- | ---- | ------------------------------------------ |
| 1  | BR   | Nicolai Flø                                |
| 3  | OB   | Simon Wæver                                |
| 4  | OB   | Daníel Leó Grétarsson                      |
| 5  | OB   | Marc Dal Hende                             |
| 6  | PO   | Rasmus Vinderslev (kapitan)                |
| 7  | PO   | Sefer Emini                                |
| 8  | PO   | Lukas Björklund                            |
| 9  | NA   | Ivan Djantou                               |
| 10 | NA   | Kristall Máni Ingason                      |
| 11 | PO   | Alexander Lyng (wypożyczony z Servette FC) |
| 12 | OB   | Maxime Soulas                              |
| 13 | OB   | Dalton Wilkins                             |
| 15 | PO   | Lirim Qamili                               |
| 16 | BR   | Jakob Busk                                 |

| Nr | Poz. | Piłkarz                |
| -- | ---- | ---------------------- |
| 17 | PO   | José Gallegos          |
| 18 | PO   | Iwan Nikołow           |
| 20 | PO   | Tobias Klysner         |
| 21 | OB   | Jeppe Simonsen         |
| 22 | OB   | Andreas Oggesen        |
| 23 | OB   | Ebube Duru             |
| 24 | PO   | Olti Hyseni            |
| 25 | PO   | Mads Agger             |
| 26 | OB   | Tobias Sommer          |
| 28 | PO   | Hamza Akman            |
| 29 | NA   | Mikkel Hyllegaard      |
| 30 | OB   | Gustav Wagner          |
| 31 | PO   | Mohamed Cherif Haidara |
| 35 | BR   | Benjamin Rasmussen     |

### Wypożyczeni do innych klubów
Stan na 10 września 2024
| Nr | Poz. | Piłkarz                                            |
| -- | ---- | -------------------------------------------------- |
|    | NA   | Mikkel Ladefoged (w Esbjerg fB do 30 czerwca 2025) |